# José Valenzuela y Márquez
José Valenzuela y Márquez (Córdoba, 10 de agosto de 1820-ibidem, 9 de agosto de 1881) hijo del don José Valenzuela, conocido candiotero cordobés y de doña Victoria Márquez, fue un conocido médico y político español de su época. Profesor Honorario del Cuerpo de Sanidad Militar, estuvo agregado al Hospital de Málaga, durante la guerra de África. Prestó asistencia durante el la pandemia de cólera de 1855 en los municipios Hinojosa del Duque y La Carlota. Fue comendador de la Orden de Carlos III, y también fue condecorado por sus servicios sanitarios con la cruz de primera y de segunda clase de la Orden Civil de la Beneficencia.

## Biografía
Cursó humanidades y teología en el Seminario Mayor de San Pelagio. Cursó la carrera de Medicina en la Universidad de Sevilla en 1840 y Cirugía en la Universidad de Madrid, licenciándose, en esta última el 3 de junio de 1848. Se doctoró en Madrid el 15 de marzo de 1854. Casado con doña Francisca de Paula Castillo y Zaldúa de su matrimonio nacerían dos hijos, Teresa y Luis Valenzuela y Castillo; este último, abogado, escritor y político notable que, con el correr de los años perpetuaría el apellido Valenzuela en la clase médica cordobesa, con sus hijos, D. Rafael Valenzuela Terroba, digno continuador de su abuelo y, por desgracia, fallecido en la plenitud de su vida profesional y D. José Mª Valenzuela Terroba, médico también que ejerció generosamente su profesión en el antiguo Hospital del Cardenal Salazar, hoy facultad de Filosofía y Letras de Córdoba.
José Valenzuela y Márquez destacó como activista político de tendencia conservadora. Jefe superior honorario de administración civil, desempeñó cargos de responsabilidad tanto en la administración local, concretamente en los ayuntamientos de Córdoba y Pozoblanco donde fue teniente alcalde primero y segundo (23 de diciembre de 1853 y 7 de diciembre de 1866) y alcalde interino. En la administración provincial fue diputado por los distritos de Pozoblanco y Córdoba, subdelegado de sanidad y vocal de su junta provincial de sanidad. También fue socio de número y corresponsal de varias sociedades científicas.
Desempeñó la dirección interina del balneario de Fuencaliente las temporadas de 1854, 1857, 1858, 1866 y 1867. Como señala Martínez Reguera: «Fuera de estos períodos de dominación moderada, ocupaba esta plaza con igual concepto de interinidad D. Salvador de Castro y Coca, candidato del partido unionista, con quién turnaba pacíficamente en el destino».
Por Real orden, unipersonal, del 17 de enero de 1868 se le confió la dirección en propiedad del balneario de Fuencaliente, desarrollándola en 1871, pasando al balneario de Lanjarón desde 1872 a 1879 como Médico-Director en propiedad del expresado establecimiento, ya que desde marzo de 1880, previo concurso, se traslada a Arnedillo.
Durante su dirección el balneario pasa a manos privadas, comprándolo la duquesa de Santoña que decide en 1873 edificar un nuevo balneario.
En dicho período el doctor José Valenzuela y Márquez recomienda la canalización de las aguas para la cura hidropínica:

En la actualidad tienen su nacimiento en puntos distantes entre sí, lo cual constituye a que no puedan estar todas bajo la inmediata inspección de un bañero, y que muchos enfermos abusen inconsideradamente de ellas (...) con el fin de obviar estos inconvenientes tratan de traerlas todas perfectamente encañadas a la ancha explanada, que ocupa la de la Salud, sitio de reunión de los enfermos (...). Aquí pueden afluir todas las aguas, menos la de la Capuchina, por encontrarse en terrenos más declives; y con la expropiación que se proyecta hacer de terrenos destinados hoy a la siembra de cereales deberán formarse alamedas extensas que amenicen y den animación á un punto, centro de concurrencia durante toda la temporada.

Posteriormente, José Valenzuela y Márquez, que lleva al frente de balneario Lanjarón siete años, publica una memoria impresa titulada «Páginas sueltas para una monografía de las aguas y baños minerales de Lanjarón», donde recoge el informe emitido por la Sociedad Española de Hidrología Médica íntegramente, dando por buenos los análisis del profesor Montels, de 1863, que son incluidos también y, parece que por iniciativa personal, como manifiesta en la Memoria Oficial de la temporada.
En marzo de 1880 el doctor José Valenzuela y Márquez concursa trasladándose al balneario de Arnedillo, sustituyéndole en el de Lanjarón, también como Médico-Director, Eduardo Palomares y Núñez. Como explica el Dr. Fernández Dueñas en su tesis doctoral: 

Su fama no sólo es a nivel local sino que, en ocasiones, trasciende fuera de Córdoba. Desde Sevilla es llamado a consulta por el equipo médico que atiende en sus últimos momentos a su antiguo amigo, el  Conde de San Luis, allí comparte los cuidados del ilustre enfermo con los colegas sevillanos Palacios, Gómez y Góngora y con el médico madrileño D. Julián Sáinz Cortés, siendo Valenzuela el que, en definitiva se encarga de la dirección del grupo (...)

En 1870 es designado por la Exma. Diputación de Córdoba catedrático de las asignaturas de "Higiene Privada" e "Higiene Pública" de la Facultad de Medicina. En la Universidad Libre de Córdoba impartirá estas asignaturas entre 1871 y 1874. Como explica el profesor Fernández Dueñas en los jurados de examen es sustituido, en los tribunales de las asignaturas a él encomendadas, las más de las veces por el doctor D. León Torrellas y Gallego, en alguna ocasión, por D. Manuel de Luna. Se explica su ausencia si tenemos en cuenta su necesidad de trasladarse a Lanjarón para dirigir la temporada de baños que, precisamente, ocupa de junio a septiembre.
Entre otros méritos de Valenzuela destacan los siguientes: Profesor honorario del cuerpo de Sanidad Militar, estuvo agregado al hospital de Málaga, durante la guerra de África. Prestó asistencia durante el cólera de 1855 en Hinojosa del Duque y La Carlota, haciéndose merecedor de condecoraciones como la cruz de la Orden de Carlos III y de la Orden Civil de la Beneficencia.
Como miembro de la Junta Municipal de Sanidad del Ayuntamiento de Córdoba fue un decidido impulsor de la creación de Casas de Socorro ante la corporación municipal.
Desde su fundación en 1871 fue presidente de la Junta cordobesa de la Asociación Médico-Farmacéutica Española.
En 1877 fue fundador de la Sociedad Española de Hidrología Médica.

También fue socio fundador y directivo del Real Círculo de la Amistad, Liceo Artístico y Literario de Córdoba.
El doctor Valenzuela fallece en su Córdoba natal, el 9 de agosto de 1881, a consecuencia de una neoplasia de nariz. Martínez Reguera lo relata así: 

Terrible enfermedad provocada, o por lo menos alentada, por los muchos sinsabores que, dado su carácter digno y caballeroso, le hizo sufrir la mal llamada libertad balnearia, y la Sociedad Española de Hidrología Médica, que le tenía en mucha estima, publicó en sus Anales un sentido artículo necrológico escrito por su Secretario General, Sr. Villafranca.

Su fallecimiento constituye una manifestación de dolor, tanto a nivel popular como profesional; son bastantes los nombres de médicos — Leon Torrellas y Gallego, Giménez Serrano, Orti, Francisco Barbudo y Ramos — que aparecen en el duelo del compañero desaparecido como último homenaje de una clase a la que aquel se dio durante su existencia. Está inhumado en el cementerio de San Rafael de Córdoba. En su tumba puede leerse Auditam fac mihi mane misericordiam tuam, quia te speravi: "Haz que sienta pronto tu gracia, porque en ti he esperado".